# Blackwall (Queensland)
Blackwall ist eine Gemeinde in der Nähe von Ipswich in Queensland in Australien.
Sie liegt 8 km nördlich von Ipswich und 49 km südwestlich von Brisbane im lokalen Verwaltungsgebiet (LGA) City of Ipswich.